# Samsung Galaxy Beam i8520
Samsung i8520 (còn được gọi là Galaxy Beam, Beam, hoặc trước là Halo) là điện thoại thông minh sản xuất bởi Samsung.  Tính năng chính của nó là một máy chiếu DLP WVGA có thế trình chiếu hình ảnh 50 inch (1.300 mm) với kích thước 15 lumens. i8520 có máy ảnh 8-megapixel, có thể sử dụng với máy chiếu cho phép người dùng trình chiếu trực tiếp những gì ở trước máy ảnh. Máy ảnh có thể quay video HD với độ phân giả 720p 30 khung/giây. Điện thoại được cung cao61 kết nối Wi-Fi, e-mail, và trình duyệt web, cũng như thu GPS. Nó được phát hành tại Singapore vào 17 tháng 7 năm 2010 với nhà mạng StarHub.

## Kế thừa
Vào tháng 2 năm 2012, i8530 Galaxy Beam được giới thiệu tại Mobile World Congress ở Barcelona. Bên trong nó là máy chiếu 15 lumens và bộ nhớ trong 8GB. Điện thoại mỏng 12,5mm và nặng 145,3 gram. Chạy hệ điều hành Android 2.3 Gingerbread của Google, vi xử lý 1.0 GHz lõi-kép. Bản cập nhật mới nhất là Android 4.0 Ice Cream Sandwich được lên kế hoạch.

## Tính năng khác
- Cổng tai nghe 3.5 mm
- Tích hợp DNSe (Digital Natural Sound Engine)
- Tích hợp mạng xã hội cập nhật trực tiếp
- Google Search, Maps, Gmail
- Tích hợp YouTube, Google Talk
- MP3/WMA/WAV/eAAC+ player
- MP4/H.263/H.264/Xvid/DivX player
- Chỉnh sửa hình ảnh
- Cổng ra TV
- Tổ chức
- Voice memo
- T9

## Liên kết
- Thông số kỹ thuật đầy đủ: http://www.gsmarena.com/samsung_i8520_galaxy_beam-3150.php